# (2227) Otto Struve
(2227) Otto Struve – planetoida z pasa głównego asteroid okrążająca Słońce w ciągu 3 lat i 126 dni w średniej odległości 2,24 au. Została odkryta 13 września 1955 roku w Goethe Link Observatory (Indiana Asteroid Program) w Brooklynie w stanie Indiana. Nazwa planetoidy pochodzi od Otto Struve (1897-1963), amerykańskiego astronoma, rosyjskiego pochodzenia. Nazwa została zaproponowana przez F. K. Edmondsona. Przed nadaniem nazwy planetoida nosiła oznaczenie tymczasowe (2227) 1955 RX.